# Оговорка к международному договору
Оговорка к международному договору (англ. reservation) в праве международных договоров означает одностороннее заявление, сделанное государством при подписании, ратификации, принятии или утверждении договора или присоединении к нему, посредством которого оно желает исключить или изменить юридическое действие определённых положений договора в их применении к данному государству.
Основными источниками международно-правовых норм, относящихся к оговоркам, являются Венская конвенция о праве международных договоров 1969 года, Конвенция о правопреемстве государств в отношении договоров 1978 года и Венская конвенция о праве договоров между государствами и международными организациями или между международными организациями 1986 года, а также обычные нормы международного права.
Комиссия международного права ООН, много лет изучавшая вопрос об оговорках к международным договорам и выпустившая «Руководство по практике в отношении оговорок к международным договорам» в 2011 году, дополнила определение оговорки с учётом положений Венской конвенции о правопреемстве государств в отношении договоров 1978 года и Венской конвенции о праве договоров между государствами и международными организациями или между международными организациями 1986 года.
Право делать оговорки к международным договорам закреплено в статьях 19 Венских конвенций 1969 и 1986 года. Оговорки должны делаться в письменной форме и доводиться до сведения договаривающихся государств и договаривающихся организаций и других государств и международных организаций, имеющих право стать участниками договора. На практике доведение оговорок до сведения договаривающихся государств или организаций часто берёт на себя депозитарий международного договора (государство или международная организация).
От оговорок следует отличать односторонние заявления о толковании. Назначение заявления о толковании или подобных односторонних заявлений — толкование договора в целом или его определённых положений, высказывание замечаний общеполитического характера и т. п. При этом делающим такое заявление государством не преследуется цель исключения или изменения определённых положений договора в отношении этого государства.
Необходимо также иметь в виду, что оговорками иногда называют определённые часто встречающиеся статьи (клаузулы) международных договоров, например, оговорка о наибольшем благоприятствовании, оговорка о коренном изменении обстоятельств и т. п. В отличие от таких статей международного договора, оговорка к международному договору не является частью договора, но имеет целью исключить или изменить действие его отдельных положений в отношениях сделавшего оговорку государства с другими участниками.

## Допустимость оговорок
В Венской конвенции о праве международных договоров определяются условия, в которых могут делаться оговорки к международным договорам при подписании, ратификации, утверждении или присоединении. Для этого необходимо, чтобы оговорки:
- не запрещались прямо этим договором; или
- входили в число разрешённых договором оговорок; и
- не были несовместимы с объектом и целями договора[4].

Пример запрещения оговорок договором: статья 26 (п.1) Базельской конвенции о контроле за трансграничной перевозкой опасных отходов и их удалением 1989 года гласит: «Никакие оговорки к настоящей Конвенции или отступления от неё не допускаются». Конвенция Организации Объединённых Наций по морскому праву содержит статьи 309 и 310, которые прямо запрещают оговорки. Аналогичным образом статья 120 Римского статута Международного уголовного суда 1998 года предусматривает: «Никакие оговорки к настоящему Статуту не могут делаться». Существуют и другие договоры, не допускающие оговорок, например, Договор о создании Экономического союза стран СНГ.
Договоры могут содержать как общее разрешение оговорок, так и разрешение оговорок к конкретным статьям договора. Примером разрешения определённых оговорок является пункт 1 статьи 14 Международной конвенции по предотвращению загрязнения с судов от 2 ноября 1973 года:
«При подписании, ратификации, принятии, одобрении настоящей
Конвенции или присоединении к ней государство может заявить, что оно
не принимает Приложения III, IV и V (называемые далее „факультативные приложения“) к настоящей Конвенции или какое-либо из них».
Согласно Венским конвенциям 1969 года и 1986 года, не допускаются оговорки, которые противоречат объекту и цели договора. Так, например, в практике Международной Организации Труда традиционно считается, что: «Оговорки к конвенциям МОТ несовместимы с объектом и целью этих конвенций. Процедурные механизмы заявления оговорок совершенно неприменимы в отношении МОТ по причине её трехстороннего характера как организации, в которой, говоря словами её Устава, „представители предпринимателей и трудящихся“ пользуются „равным статусом с представителями правительств“». В целом, признание недопустимости оговорок, противоречащих объекту и цели договора, устанавливает баланс между необходимостью сохранять суть договора и желанием способствовать присоединению к многосторонним договорам как можно большего числа государств.

## Принятие оговорок
Сроки, в которые могут делаться оговорки, как правило, ограничены моментом, в которые государство выражает согласие на обязательность для себя положений договора (подписание, ратификация, сдача ратификационной грамоты на хранение). Если договор нуждается в последующем подтверждении после подписания, оговорки, сделанные при подписании, должны подтверждаться при выражении государством согласия на обязательность договора для него при ратификации, принятии или утверждении. Нарушение этих сроков может вызвать протесты других участников.
Простая оговорка не требует принятия другими участниками международного договора, однако если круг таких участников ограничен и из целей и объекта договора следует, что существенным условием договора является его применение в целом, может потребоваться согласие остальных участников.
Оговорка считается принятой другими участниками, если до истечения 12 месяцев с момента, когда о ней были осведомлены другие участники, или с момента выражения их согласия на обязательность договора, не было сделано возражений против этой оговорки.

## Юридические последствия оговорок
Последствия действующей оговорки для договорных отношений состоят в том, что положения договора, к которым относится оговорка, не действуют в отношениях между автором оговорки и другими участниками договора. В той степени, в какой действующая оговорка исключает юридическое действие определённых положений договора, автор этой оговорки не имеет ни прав, ни обязательств согласно этим положениям в его отношениях с другими участниками, применительно к которым действует эта оговорка. Аналогичным образом, эти другие участники не имеют ни прав, ни обязательств согласно этим положениям в их отношениях с автором оговорки.
Оговорка к положению договора, которое отражает норму международного обычного права, сама по себе не затрагивает права и обязательства согласно этой норме, которая продолжает применяться как таковая в отношениях между государством или организацией, являющимися автором оговорки, и другими государствами или международными организациями, которые связаны этой нормой.
Оговорка к положению договора, которое отражает императивную норму общего международного права (jus cogens), не затрагивает обязательного характера этой нормы, которая продолжает применяться как таковая в отношениях между государством или организацией, являющимися автором оговорки, и другими государствами или международными организациями. Оговорка не может исключать или изменять юридическое действие договора вопреки императивной норме общего международного права.

## Возражения против оговорок
«Возражение против оговорки» означает выражение государством или международной организацией неприятия оговорки к договору, сформулированной другим государством.
Возражение против оговорки может быть сформулировано:
i) любым договаривающимся государством или любой договаривающейся организацией; и
ii) любым государством или любой международной организацией, которые имеют право стать участником договора (в этом случае такое
возражение не имеет юридических последствий до выражения этим государством или этой международной организацией согласия на обязательность договора).
Возражение должно быть сделано в письменной форме и доведено до сведения договаривающихся государств и договаривающихся организаций и других государств и международных организаций, имеющих право стать участниками договора. В возражении нередко указываются мотивы, по которым оно делается, хотя это не является обязательным.
Государство или международная организация, которые формулируют возражение против оговорки, вправе не соглашаться с вступлением в силу договора между собой и автором оговорки. На практике государства зачастую прямо заявляют о том, что выражаемые ими возражения не препятствуют вступлению в силу договора по отношению к сделавшему оговорку государству.
Комиссия международного права ООН подтвердила двенадцатимесячный срок, в течение которого может быть сформулировано возражение: «Если договор не предусматривает иного, государство или международная организация вправе формулировать возражение против оговорки до конца двенадцатимесячного периода после того, как они были уведомлены о такой оговорке, или до той даты, на которую такое государство или такая международная организация выражают своё согласие на обязательность договора, в зависимости от того, какая из этих дат является более поздней».

## Снятия оговорок и возражений против них
Оговорки и возражения против оговорок могут быть сняты в любое время. Снятие оговорки или возражения против оговорки вступает в силу после получения уведомления другим договаривающимся государством/государствами.
Снятие оговорки влечёт за собой применение в полном объёме положений, к которым была сделана оговорка, в отношениях между государством или международной организацией, снявшими оговорку, и всеми другими участниками, принявшими оговорку или возразившими против неё.
Снятие оговорки влечёт за собой вступление в силу договора в отношениях между государством или международной организацией, снявшими оговорку, и государством или международной организацией, возразившими против оговорки и не согласившимися по причине этой оговорки с вступлением в силу договора в отношениях между ними и государством или международной организацией, являвшимися автором оговорки.
Государство или международная организация, снимающие возражение,
сформулированное против оговорки, считаются принявшими эту оговорку. Снятие возражения против оговорки вступает в силу только после получения государством или международной организацией, сформулировавшими оговорку, уведомления об этом.